# Kimberly Cheatle
Kimberly A. Cheatle (Hinsdale, 15 agosto 1972) è una poliziotta statunitense che ha ricoperto il ruolo di 27º direttore dei servizi segreti degli Stati Uniti dal 2022 al 2024. È entrata a far parte dei servizi segreti degli Stati Uniti nel 1995 e li ha lasciati nel 2019 andando a lavorare sino al 2022 presso PepsiCo come direttore senior della sicurezza globale. Ha assunto l'incarico di direttore dei servizi segreti degli Stati Uniti nel settembre 2022 su nomina del presidente Joe Biden.
Era a capo dei servizi segreti durante il tentato omicidio di Donald Trump, che l'ha portata sotto i riflettori nazionali affrontando audizioni al Congresso e critiche diffuse. Si è dimessa il 23 luglio 2024.

## Biografia
Kimberly Cheatle è nata a Hinsdale, Illinois, ed è cresciuta a Danville, Illinois. Si è laureata alla Eastern Illinois University in sociologia con specializzazione in giustizia penale. Cheatle è entrata a far parte dei servizi segreti degli Stati Uniti nel 1995. È stata coinvolta nell'evacuazione del vicepresidente degli Stati Uniti Dick Cheney durante gli attentati dell'11 settembre 2001 ed è stata incaricata della protezione di Joe Biden durante l'amministrazione Obama, quando è stata assegnata alla Divisione di protezione dei vicepresidenti. Nel 2017 e nel 2018 ha ricoperto il ruolo di vicedirettore e ha avuto il ruolo di agente speciale comandante nell'ufficio di Grand Rapids, Michigan. È stata la prima donna ad occupare il ruolo di vicedirettore delle operazioni di protezione, un'unità incaricata di proteggere il presidente degli Stati Uniti e le alte cariche.
Dal 2019 al 2022, Cheatle ha ricoperto il ruolo di direttore senior della sicurezza globale presso PepsiCo. Nel 2021, il presidente Joe Biden ha assegnato a Cheatle un Presidential Rank Award per prestazioni eccezionali. Nell'agosto 2022, il presidente Biden ha annunciato la nomina di Cheatle a direttore dei servizi segreti degli Stati Uniti: lei si è insediata il 17 settembre 2022. Cheatle ha assunto la guida dei servizi segreti dopo "un paio di mesi turbolenti in cui l'agenzia, nota per la protezione dei presidenti, ha affrontato controversie relative all'attacco del 6 gennaio 2021 al Campidoglio degli Stati Uniti". Nel 2023, Cheatle ha dichiarato a CBS News che l'agenzia doveva "attrarre candidati diversi e dare opportunità a tutti i membri della forza lavoro, in particolare alle donne", delineando il suo obiettivo che entro il 2030 il trenta percento delle sue reclute sarebbe stato di sesso femminile.
Nell'aprile 2024, dopo che un'agente donna aveva attaccato il suo superiore e altri agenti, il presidente della Commissione per la supervisione e la responsabilità della Camera degli Stati Uniti, James Comer, ha richiesto un briefing con Cheatle per affrontare le questioni relative alle assunzioni, alla formazione e ai processi disciplinari. I servizi segreti hanno minimizzato le notizie di una petizione che circolava all'interno dell'agenzia in cui si sosteneva le vulnerabilità della sicurezza derivanti da questi processi. Le precedenti dichiarazioni di Cheatle riguardanti la diversità, l'equità e l'inclusione sono diventate un frequente bersaglio di critiche da parte dei commentatori dopo il tentato omicidio di Donald Trump. I servizi segreti hanno definito "misogine" le critiche alle agenti donne e hanno riaffermato la loro convinzione che la diversità nel reclutamento stava "aiutando, non danneggiando, l'efficacia delle sue squadre di protezione".

### Il tentato omicidio di Donald Trump
Il 13 luglio 2024, durante il tentato omicidio di Donald Trump a Butler, in Pennsylvania, Cheatle si trovava a Milwaukee, nel Wisconsin, dove due giorni dopo sarebbe iniziata la Convention nazionale repubblicana del 2024. Sulla scia della sparatoria e delle critiche alla sua leadership, Cheatle ha riconosciuto il fallimento dei servizi segreti, definendolo "inaccettabile". Tuttavia, Cheatle ha detto ad ABC News che non si sarebbe dimessa dalla sua posizione e si è difesa dicendo che le forze dell'ordine locali erano state responsabili della messa in sicurezza dell'edificio da cui il tiratore ha lanciato il suo attacco.
Il 20 luglio 2024 il membro del Congresso Brendan Boyle (D-PA) ha chiesto a Cheatle di dimettersi, rendendolo il primo democratico del Congresso a farlo. In precedenza, anche il presidente della Camera Mike Johnson aveva chiesto a Cheatle di dimettersi; la stessa richiesta era stata avanzata quel giorno anche dal leader della minoranza al Senato Mitch McConnell.
Il 22 luglio 2024 Cheatle ha testimoniato davanti al Comitato della Camera degli Stati Uniti per la supervisione e la responsabilità in merito al tentativo di omicidio. Durante l'udienza, ha riconosciuto che si è trattato "del più significativo fallimento operativo dei servizi segreti degli ultimi decenni" e ha affrontato un coro bipartisan di legislatori che chiedevano le sue dimissioni. Tuttavia, si è impegnata a non dimettersi. Cheatle ha anche rifiutato di rispondere alle domande sul fatto che i servizi segreti avessero respinto le richieste di risorse aggiuntive per i dettagli di sicurezza di Trump nei due anni precedenti al tentativo di omicidio; una settimana prima un portavoce dell'agenzia aveva comunque negato che tali richieste fossero state respinte.
Cheatle si è dimessa dall'incarico di direttrice dei servizi segreti il 23 luglio 2024.